# Элмхерст-авеню (линия Куинс-бульвара, Ай-эн-ди)
|   |     |     |     |     |   |
| · | · л | · э | · э | · л | · |

|   |     |     |     |     |   |
| · | · л | · э | · э | · л | · |

«Элмхерст-авеню» (англ. Elmhurst Avenue) — станция Нью-Йоркского метрополитена, расположенная на линии Куинс-бульвара, Ай-эн-ди. Станция находится в Квинсе, в округе Элмхерст, на пересечении Элмхарст авеню с Куинс-бульваром. На станции останавливаются маршруты: E (ночью), M (в будни днём и вечером) и R (круглосуточно, кроме ночи). Станцию проходят без остановки маршруты: E (круглосуточно, кроме ночи), F (круглосуточно) и <F> (в часы пик в пиковом направлении).

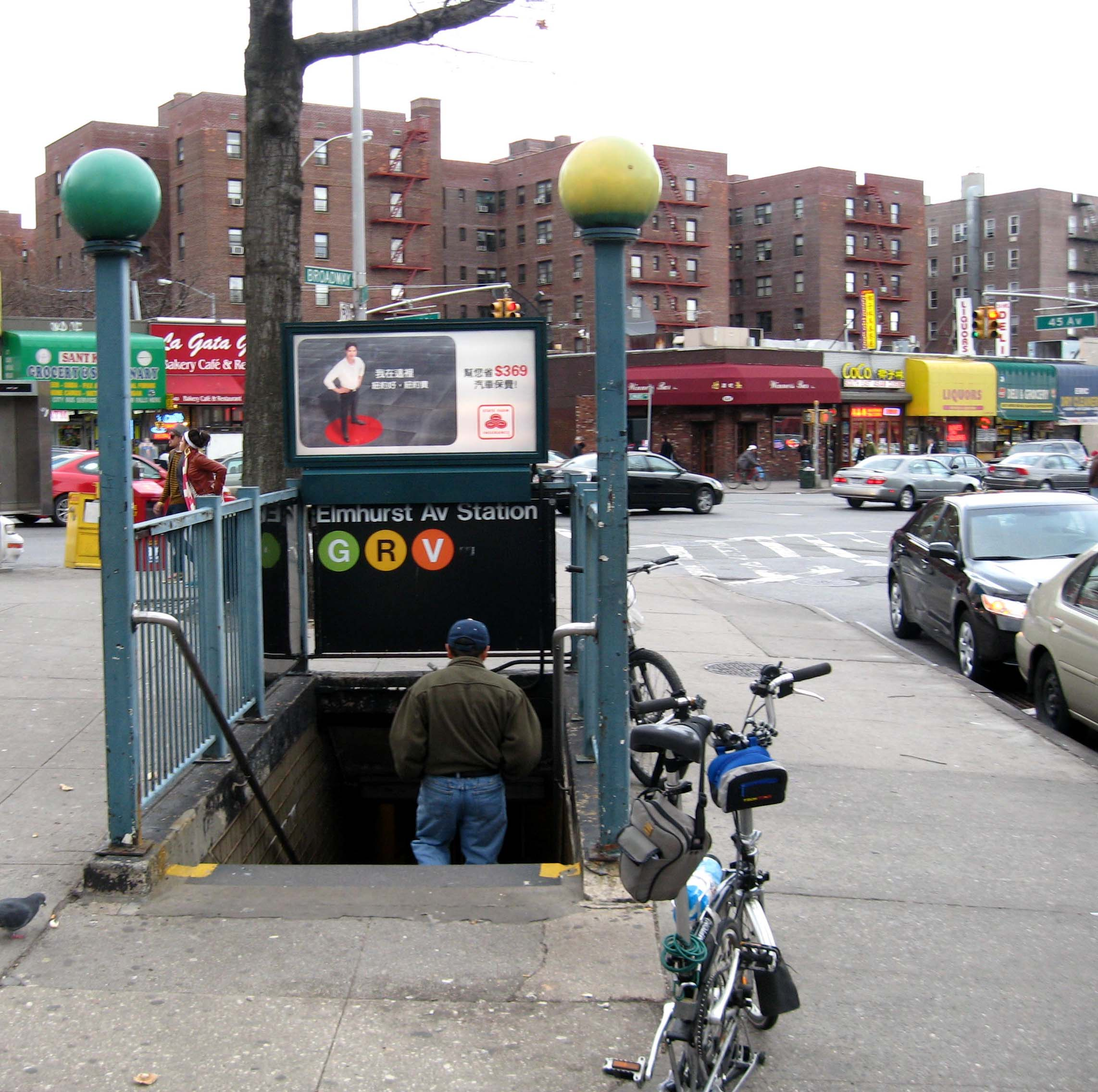
Восточный выход со станции

Станция представлена четырьмя путями и двумя боковыми платформами, обслуживающими внешние пути, окрашена в синие цвета. Название представлено как в виде мозаики на стенах, так и в виде чёрных табличек на колоннах.
Над станцией располагается мезонин во всю длину платформ. Мезонин разделён ограждениями на три части (вдоль). Тем не менее с западного конца станции существует бесплатный проход между платформами. На мезонин с каждой платформы ведут по семь лестниц. Там же расположены турникеты. Выходы располагаются с концов мезонина. Западный конец имеет два выхода: к перекрёсткам Бродвея с 82-й улицей и Бриттон-авеню. Восточный выход один — к перекрёстку Бродвея с 45-й авеню.